# ОК Бенд (музичка група)
Ок бенд је српски поп-фолк бенд који постоји од 1997. године. Иако нису популарни као неки други бендови у Србији, одржали су концерт у Сава центру 2019. године чија је посећеност била велика.

## Врста музике
Врста музике коју они стварају спада у комбинацију поп и фолк жанра. Неке од њихових познатијих песама су: „А у међувремену" (2001), „Насели на љубав" (2012), „Још ову ноћ" (2013), „Dobro mi je" (2014).
Избацили су 4 албума и то су: 
- Горан & О.К. Банд (1999)
- 2 (2001)
- Рано моја (2008)
- The Best of OK Band (2018)

## Чланови групе
- Горан Глухаковић - вокал
- Братислав Петковић - клавијатуре
- Звонко Марковић - бубањ
- Дејан Јовановић - гитара

## Настанак бенда
Певач групе ОК бенда завршио је музичку школу и поред певања свира виолину, гитару и клавир. Почео је са класиком, али привукао га је и рокенрол, па је крајем 80-их година имао свој први демо бенд под називом „Руски рулет". Свирао је на свим, тада познатим, рок фестивалима у претходној Југославији. Потписали су и уговор са РТВ Љубљаном за снимање прве плоче, али су у међувремену морали да одлуче војни рок. По изласку из војске, њихова земља се драстично смањила и бенд се распао. Тада се окренуо раду по београдским кафанама и клубовима и почео да живи од музике. Горан је са двојицом другова и старијим братом Влатком 1997. године основао „О.К. Бенд". Име тој групи дала је њихова колегиница Маја Николић. Са њом су једном приликом наступали на концерту у Сава центру и она их је након пробе похвалила речима „Ви сте О.К. момци". Пошто до тада њихова група није имала устаљен назив, учинило им се прикладним да О.К. буде надаље њихов заштитни знак.

## Концерти
Чланови бенда ОК наступали су у клубу Комитет 2020. године, на сплаву Порт 2016. и у клубу Касина 2018. године. 

## Интервју
Србија Данас интервјуисала је Горана Глухаковића о питањима како се група носила са дугогодишњим скандалима на које је наилазила током своје каријере. Члан групе је при том изјавио:

,,Мислим да смо имали среће. Најслађе ми је када људи кажу „повратак ОК бенда", нема ту никаквог повратка осим можда у медијском смислу, али ми не стајемо, него свирамо непрекидно већ 20 година. Мислим да нам људи верују да волимо то да радимо, клинци који нам долазе на свирке знају све наше хитове, а тада када су те песме настале нису се ни родили, и то је најлепше у овом послу. Како је успело, не знам, нико није правио планове, али сам се ја увек гнушао тих ствари, трачева и осталог" .

Питали су га и зашто је он некако увек прва асоцијација када се помене ОК бенд на шта је он одговорио: „Па што би Брега рекао, девојке су увек више волеле музичаре од аутомеханичара (смех). Ми смо почетком деведесетих имали доста свирки са тадашњом женском групом „Моделс". Пошто смо ми први певали, на бини су увек остајали инструменти од којих оне нису могле да се попну, па су певале доле код публике. И само видиш како после 15 минута и оне више немају где колико су их мушкарци из публике опколили. Тако да ето, женски бенд наравно привлачи мушку публику и обрнуто. А за то да сам ја главни кривац за привлачење жена на наше наступе могу само да кажем хвала Богу! (смех)" .

## Списак песама
- Без милости (1999)
- Чувај се пса (1999)
- Дођи ако ти је стало (1999)
- Свирајте ми њене песме (1999)
- Ферари (1999) (оригинал: Слави Трифонов и Ку-Ку бенд - Едно Ферари с цвят червен (1997.) )
- Ниска страст (1999)
- Бродолом (1999)
- Дневник једне љубави (1999)
- Глава (2001)
- Не могу да поднесем (2001)
- Три флаше (2001)
- Нема живота (2001)
- А када постанем пепео (2001)
- Добра си ми ти (2001)
- А у међувремену (2001)
- Мали велики човек (2001)
- Мртав хладан (2001)
- Дуњо моја (2001)
- Питају ме сви (2003)
- Соба (2008)
- Заплак'o би ноћас (2008)
- Запевај друже (2008)
- Не гледај ме тако, молим те (2008)
- Да ли ти уздах крене (2008)
- За све сам кривац ја (2008)
- Без тебе ко на свету сам (2008)
- Моја рано (2008)
- Љиљан и трн (2008)
- Дан љубави (2008)
- Насели на љубав (2012)
- Још ову ноћ (2013)
- Зашто бих се вратио (2014)
- Добро ми је (2014)
- Истина у лажи (2015)
- Наргила (2018)
- Тако привлачиш (2019)

## Фестивали
Пјесма Медитерана, Будва:
- А у међувремену, 2000

Сунчане скале, Херцег Нови:
- Буди фер (дует са групом Зана), 2004

Гранд фестивал:
- Круна (са Синаном Сакићем), 2010